# Субфторид серебра
Субфторид серебра — бинарное неорганическое соединение с химической формулой Ag2F.

## Физические свойства
Зеленовато-бронзовые кристаллы, разлагающиеся водой или при нагревании выше 90 °С до фторида серебра(I) и серебра.
Образует кристаллы гексагональной сингонии, пространственная группа P 3m1, параметры ячейки a = 0,2989 нм, c = 0,5710 нм, Z = 1 (по другим данным C 3m, a = 0,2996 нм, c = 0,5691 нм).

## Способы получения
- Нагреванием концентрированного раствора фторида серебра(I) с порошком серебра.
- Электролизом концентрированного раствора фторида серебра с серебряными электродами.

## Свойства
Разлагается водой или растворами фторида серебра(I) с концентрацией менее 64,5 % до серебра и фторида серебра(I).